# Kreuzabnahme (Rogier van der Weyden)
Die Kreuzabnahme ist eines der Hauptwerke des Malers Rogier van der Weyden. Es entstand um 1435 bis 1440 als Mittelteil eines Triptychons. Das Gemälde ist nicht signiert. Erst spätere Autoren haben dieses Triptychon Rogier van der Weyden zugeschrieben.
Das Bild ist 262 Zentimeter breit und bis zu 220 Zentimeter hoch. Es ist in Öl auf Holz ausgeführt.

## Bildmotiv
Das Gemälde zeigt einen typischen Topos der abendländischen Malerei. Christus ist den Kreuzestod gestorben und wird nun vom Kreuz abgenommen. Alle Evangelien berichten davon, wie Josef von Arimathäa Pontius Pilatus darum bat, den Leichnam Christi begraben zu dürfen. Die Kreuzabnahme Christi wird in den Evangelien nur knapp erwähnt. Die Bildende Kunst hat dieses Motiv jedoch immer wieder ausführlich dargestellt. Frühe Darstellungen sind bereits in der frühmittelalterlichen Tafelmalerei zu finden. Typisch sind Darstellungen, bei denen die Nägel aus dem Leichnam bereits entfernt sind und Christus vom Kreuz herabsinkt, in die Arme des ihn auffangenden Josef von Arimathäa. Neben einfachen Dreifigurenkompositionen, in denen Christus, Josef von Arimathäa und Nikodemus gezeigt werden, wurde seit dem 11. Jahrhundert diese Darstellung um sogenannte Assistenzfiguren erweitert. Dazu gehörte zum einen Maria sowie der Apostel Johannes.
Die Anordnung der Figuren und die Körperhaltung Jesu findet sich ähnlich schon auf römischen Sarkophagen. Auf diesen wird die Heimtragung des toten Jägers Meleager dargestellt. Das Motiv findet sich auch auf Kindersarkophagen dabei werden die Erwachsenen durch Eroten ersetzt.

## Bildobjekte
Rogiers Figuren agieren in einem flachen Kastenraum mit Goldgrund. 
Wie in den Evangelien beschrieben ist der Leichnam Christi auf ein weißes Leintuch gebettet. Josef von Arimathäa hält ihn umfangen. Am rechten Bildrand ist Maria Magdalena zu sehen, die den Tod Christi mit gefalteten Händen und nach vorne gebeugter Gestalt betrauert. Ihre Körperbewegung wiederholt sich in einer rotgekleideten Figur am linken Bildrand, die den Jünger Johannes darstellt. Er beugt sich nach vorne, um die zu Boden sinkende Maria aufzufangen. Marias Armhaltung wiederholt sich in der Armhaltung des toten Christus. In der Armhaltung Christi und Marias sind die Grundrichtungen der Tafel unmittelbar anschaulich.

## Besitzgeschichte
Das Triptychon, dessen Mittelteil Rogiers Kreuzabnahme war, wurde im Auftrag der Großen Armbrustschützengilde zu Löwen für die Kirche Onze-Lieve-Vrouw-van-Ginderbuiten geschaffen. Es muss sofort nach der Vollendung berühmt gewesen sein, denn die Löwener Familie Edelheere ließ sich durch einen unbekannten Maler eine verkleinerte Replik des Mittelteils anfertigen und zu einem eigenen Triptychon erweitern, das bereits 1443 in ihrer Kapelle in der Sint-Pieters-Kirche aufgestellt wurde. Diese Replik befindet sich heute im Stedelijk Museum, Löwen.
In der Löwener Kirche Onze-Lieve-Vrouw-van-Ginderbuiten befand sich die Kreuzabnahme etwas mehr als 100 Jahre. Die kunstsammelnde Maria von Ungarn tauschte es gegen eine Orgel im Wert von 1.500 Florinen und eine von dem Hofmaler Michiel Coxcie geschaffene Replik ein. Diese Kopie befindet sich im Bode-Museum. Wie durch schriftliche Zeugnisse von Vicente Álvarez aus dem Jahre 1551 belegt ist, wurde es in der Kapelle des neu errichteten Schlosses Binche aufgestellt, wo Maria von Ungarn ihre Residenz hatte. Während einer Rundreise durch die Niederlande sah es dort der spanische Kronprinz Philipp, der spätere Philipp II. und erwarb es von seiner Tante, um es im Jahre 1555 mit nach Spanien zu nehmen. Aus späteren Anweisungen an die spanischen Hofmaler anlässlich einer Restaurierung des Gemäldes weiß man, dass Philipp II. offenbar besonders von dem schmerzvollen Gesichtsausdruck der Figuren berührt war. Er ordnete damals an, dass sie nur die Gewänder und den Hintergrund restaurieren dürften. 
Belegt ist, dass sich das Gemälde 1566 bereits seit einiger Zeit in der Kapelle des königlichen Jagdschlosses El Pardo in der Nähe von Madrid befand. 1567 beauftragte Philipp II. Coxcie erneut mit der Schaffung einer Replik. Diese sollte im Pardo bleiben, während das Original die kurz zuvor vollendete Klosterkirche El Escorial schmücken sollte. Während der Zeit des Spanischen Bürgerkrieges im 20. Jahrhundert befand sich das Gemälde in Genf. Als es 1939 zurückkam, wurde es in die Sammlung des Prado aufgenommen, wo es sich noch heute befindet. Die letzte Restaurierung wurde in den Jahren 1992 und 1993 durchgeführt.

## Später Campin oder früher Rogier?
Während die meisten Kunsthistoriker, darunter auch Dirk de Vos, von der Kreuzabnahme als einem Werk Rogiers ausgehen, vertritt der Konstanzer Kunsthistoriker Felix Thürlemann die Meinung, dass es sich um ein Spätwerk von Robert Campin handelt. Er führt zwei wichtige Argumente an:
1. Nach diesem kompositorischen Meisterwerk fällt Rogiers Fähigkeit, Personengruppen zu arrangieren, wieder deutlich ab. Beispiel hierfür ist Das Jüngste Gericht.
2. Rogier benutzt nie wieder eine parallele Anordnung von Figuren: Bei der Kreuzabnahme z. B. die gleiche Körperhaltung zwischen Jesus und Maria.